# 習嘉言
习嘉言（1388年—1453年），名经，以字行，号寅明居士。江西临江府新喻县白梅（今新余市）人。明朝政治人物。
为人“沈毅庄靖”，于书无所不读，永乐十五年乡试举人第一名，十六年（1418年）成进士。初为翰林院庶吉士，授编修。曾与修《宣德实录》、《通鉴直解》。官至太常寺少卿、詹事府詹事。曾上《六事疏》。晚号寻乐翁。景泰三年（1452年）卒，年六十五岁。有《温室集》、《西垣漫稿》、《寻乐集》等。